# Лорен Грей
Лóрен Грéй Бíч (англ. Loren Gray Beech; нар. 19 квітня 2002, Поттстаун, Пенсільванія, США) — американська співачка та особистість у соціальних мережах з 51,1 мільйонами підписників в TikTok, що робить її найбільш підписаним обліковим записом у TikTok. Станом на лютий 2020 року 21,2 мільйона підписників Instagram та 3,86 мільйонів підписників YouTube. В даний час вона підписана на Virgin Records і Capitol Records.

## Кар'єра
Лорен Грей приєдналася до Music.ly (нині TikTok) у 2015 році. Коли вона переїхала до Лос-Анджелеса, то прокачала свої інші соціальні мережі. Сьогодні у неї понад 18,7 мільйона підписників в Instagram, понад 3,6 мільйонів підписників на YouTube, та понад 40 мільйонів підписників у TikTok. Вона була номінована на Choice Muser 2016, Teen Choice Awards та Muser of Year на 9-й щорічній короткій нагороді 2017 року.
У 2017 році вона з'явилася в музичному відео англійської естрадної співачки HRVY на «Особисте». У березні 2018 року вона підписала рекордну угоду з Virgin Records перед тим, як у серпні випустила дебютний сингл «Моя історія» який, за її словами, базується на другові, який «продовжував закохуватися у неправильних людей».
Грей вдруге була номінована на Choice Muser на премії Teen Choice 2018 . У листопаді 2018 року вона випустила свій другий сингл «Kick You Out» який написали та продюсували її та Ідо Змішлани, а Біллборд був описаний як показ «справжніх максимумів і мінімумів, які випливають із буття» закоханих".
Її третій сингл «Королева», гімн, що розширюється, створений самою особою та капітаном Катсом, вийшов у грудні 2018 року. Відеоролик до пісні, опублікований наступного місяця, отримав понад 12 мільйонів переглядів станом на січень 2020 року.
Вона була представлена в синглі «Анти-все» " Lost Kings ", який вийшов у січні 2019 року. Того ж місяця вона була висунута на премію Social Star Award, соціальну нагороду, на музичній премії iHeart Radio Music Award . Вона цитує Емінема як одного з улюблених митців.
5 квітня 2019 року Лорен Грей випустила два нові сингли — «Параметри» та «Лежати так», Вона об'єдналася з «Капітан Катс» (Ходи по місяцю, Хелсі, The Chainsmokers), щоб написати та продюсувати обидва треки, залучивши співпрацівників Нія (Джейсон Деруло, Кріс Браун) на «Параметри» та австралійського художника Айві Адару на «Lie Like That».
17 травня 2019 року Лорен Грей випустила новий сингл під назвою «Can't Do It» з американським репером Saweetie . Він відзначає її перший сингл як провідного артиста, який демонструє іншого виконавця.
У лютому 2020 року Грей був представлений у відеокліпі до фільму Тейлора Свіфта " The Man ".

## Дискографія
| Назва                     | Дата | Альбом                                                        | Відеопосилання |
| ------------------------- | --- | ------------------------------------------------------------- | -------------- |
| «Моя історія»             | style="background: var(--background-color-interactive, #ececec); color: var(--color-base, #202122); vertical-align: middle; text-align: center; " class="table-na" \| Non-album single | Натисніть тут [Архівовано 15 червня 2020 у Wayback Machine.]  |                |
| «Вигнати тебе»            | style="background: var(--background-color-interactive, #ececec); color: var(--color-base, #202122); vertical-align: middle; text-align: center; " class="table-na" \| Non-album single | Натисніть тут [Архівовано 23 вересня 2020 у Wayback Machine.] |                |
| «Королева»                | style="background: var(--background-color-interactive, #ececec); color: var(--color-base, #202122); vertical-align: middle; text-align: center; " class="table-na" \| Non-album single | Натисніть тут [Архівовано 30 травня 2020 у Wayback Machine.]  |                |
| «Параметри»               | style="background: var(--background-color-interactive, #ececec); color: var(--color-base, #202122); vertical-align: middle; text-align: center; " class="table-na" \| Non-album single | Натисніть тут [Архівовано 22 травня 2020 у Wayback Machine.]  |                |
| «Лягай так»               | style="background: var(--background-color-interactive, #ececec); color: var(--color-base, #202122); vertical-align: middle; text-align: center; " class="table-na" \| Non-album single | Натисніть тут                                                 |                |
| «Не можу» (feat. Солодка) | style="background: var(--background-color-interactive, #ececec); color: var(--color-base, #202122); vertical-align: middle; text-align: center; " class="table-na" \| Non-album single | Натисніть тут [Архівовано 28 липня 2020 у Wayback Machine.]   |                |

| Назва       | Художник         | Дата               | Альбом           | Пікові позиції діаграми   | Відеопосилання |
| ----------- | ---------------- | ------------------ | ---------------- | ------------------------- | -------------- |
| «Проти все» | Загублені королі | 11 січня 2019 року | Паперові коронки | 32 (американський танець) | Натисніть тут  |

| Рік      | Пісня              | Виконавець   | Директор (и)   | Відео посилання                                             |
| -------- | ------------------ | ------------ | -------------- | ----------------------------------------------------------- |
| 2019 рік | «Мільйон способів» | Хрві         | Кенні Вормальд | Натисніть тут                                               |
| 2020 рік | «The Man»          | Тейлор Свіфт | Тейлор Свіфт   | Натисніть тут [Архівовано 8 червня 2020 у Wayback Machine.] |